# Käsekönig Holländer
Käsekönig Holländer è un cortometraggio muto del 1919 scritto, diretto e interpretato da Ernst Lubitsch.

## Produzione
Il film fu prodotto da Paul Davidson per la Projektions-AG Union (PAGU) e venne girato negli Ufa-Atelier, Berlin-Tempelhof.

## Distribuzione
In Germania, il film uscì nelle sale nel marzo 1919. La pellicola viene considerata presumibilmente perduta.